# 鐵原郡 (韓國)
鐵原郡（：／ Cheorwon gun */?）是大韓民國江原道的郡。它某些部分与朝鲜民主主义人民共和国铁原郡曾经是一个郡，韓戰前全部屬於北方，也因此鐵原有著勞動黨舍，並入選韓國觀光公社的韓半島和平旅遊景點。铁原是冬季韩国極寒冷的地区。
新羅時期始稱鐵城，弓裔以此地為首都。918年改稱鐵原。

## 象徵
- 树：韩国松螺母
- 花：踯躅
- 鸟：鹤

## 友好城市
- 大韓民國首爾江南區
- 大韓民國济州特别自治道西归浦市
- 中华人民共和国吉林省松原市[2]

## 图片

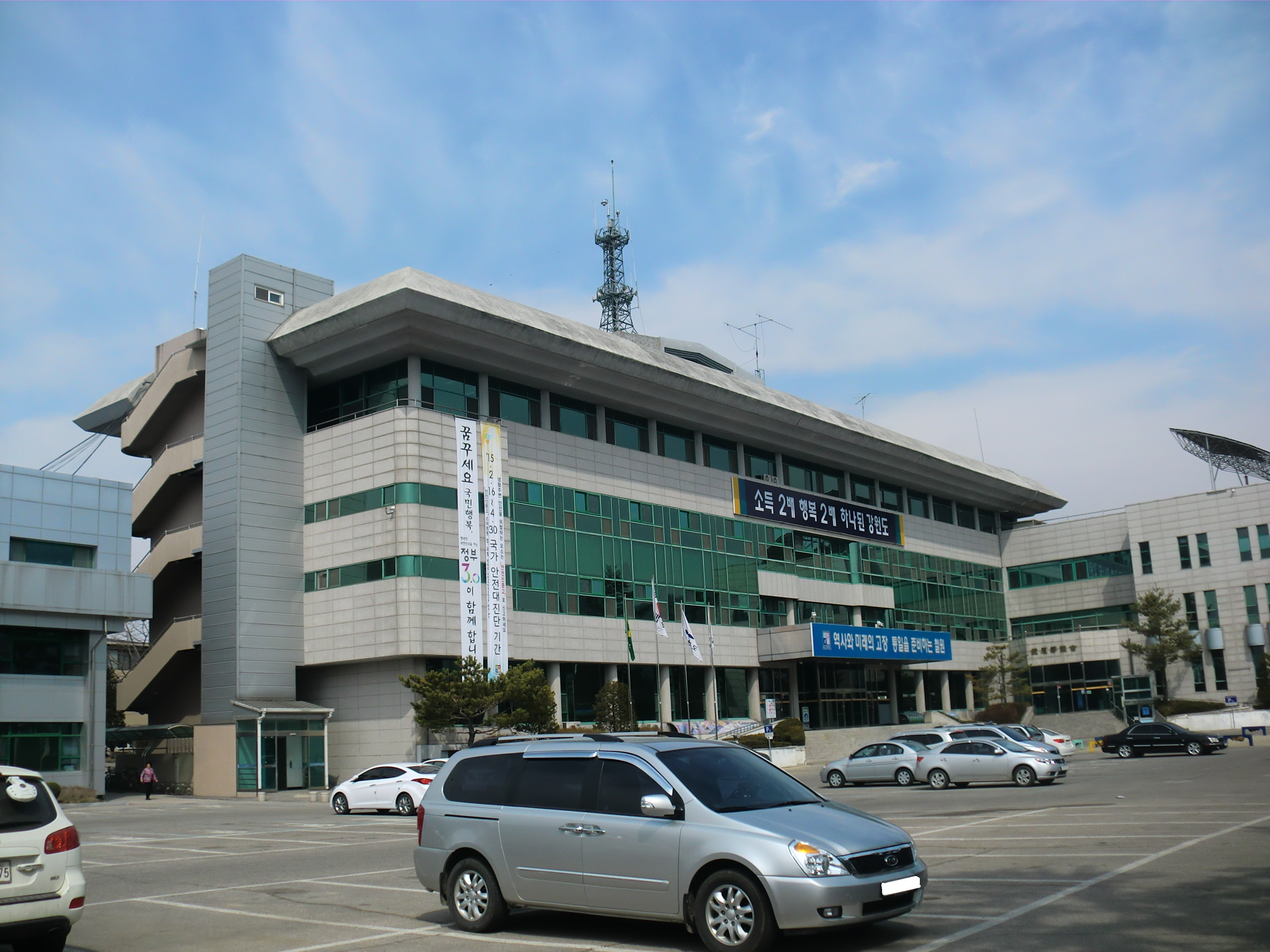
鐵原郡廳
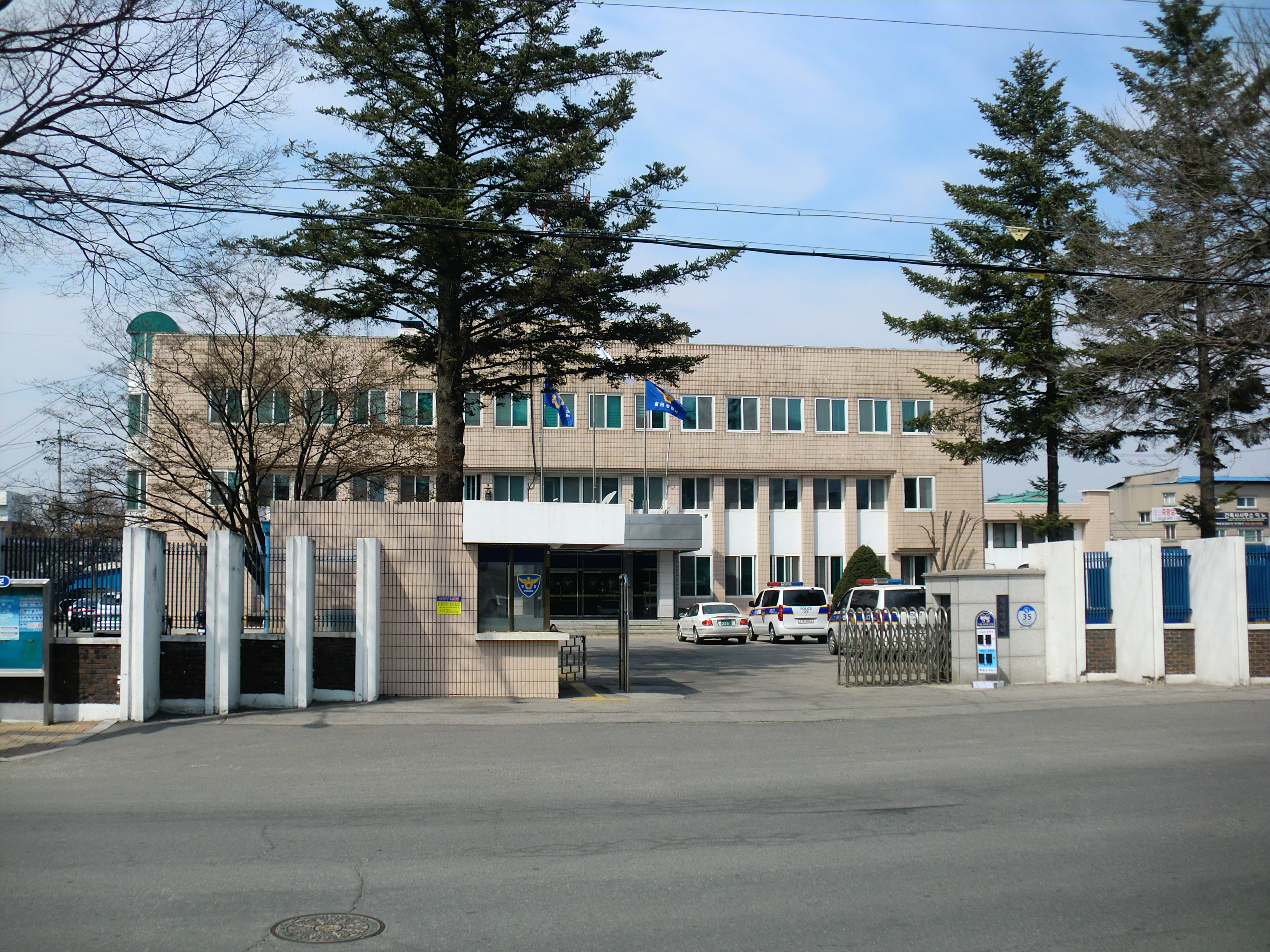
江原鐵原警察局
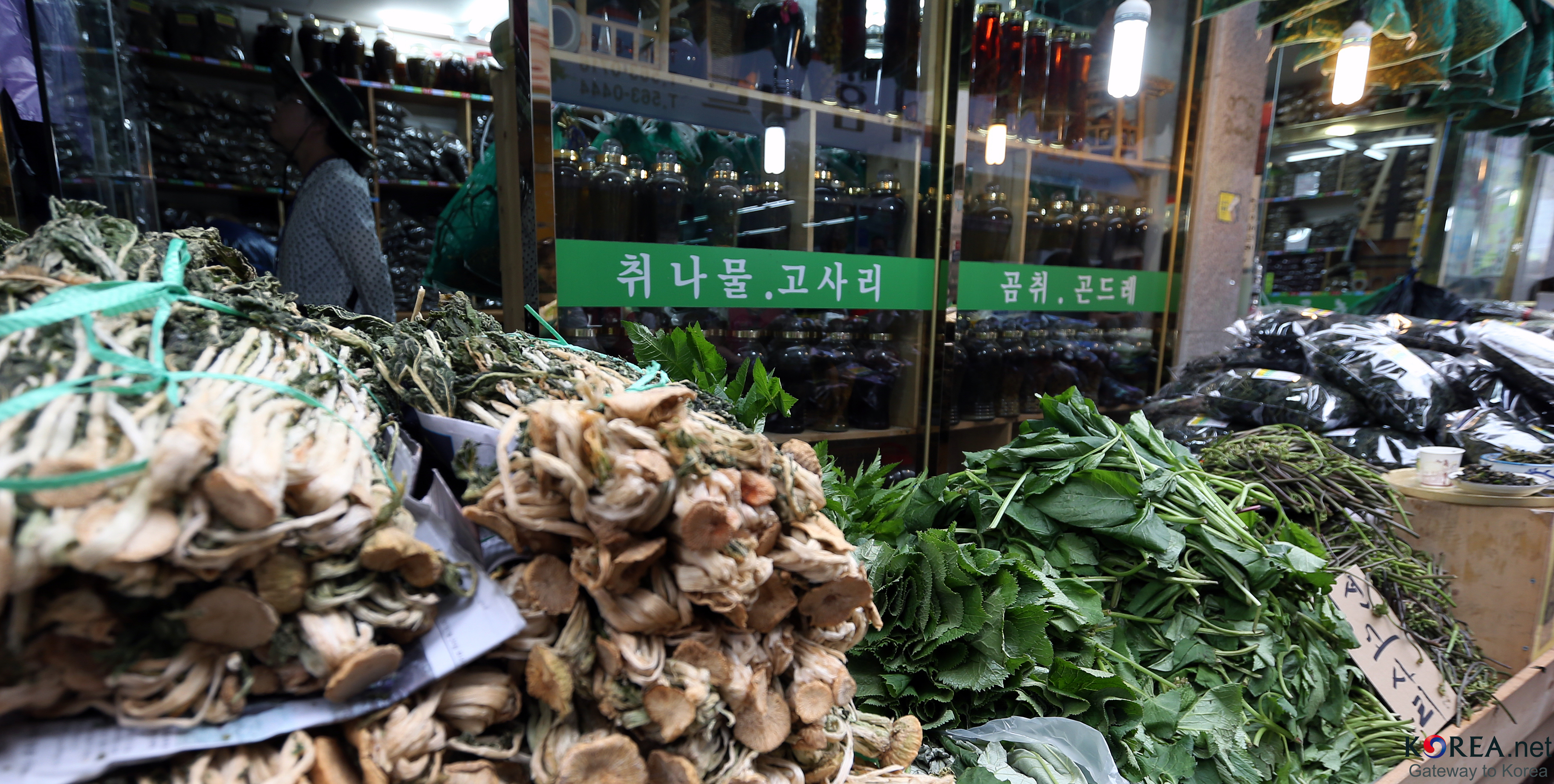
鐵原市場